# کومودو (فیلم)
کومودو (به انگلیسی: Komodo) فیلم علمی-تخیلی ترسناک محصول سال ۱۹۹۹ و به کارگردانی مایکل لانتیری است که مضمون اصلی آن در رابطه با اژدهای کومودو، یک گونه بزمجه بزرگ بومی جزایر اندونزی است. این فیلم در تابستان ۱۹۹۹ اکران محدودی در سینماها داشت. نسخه VHS در نوامبر همان سال منتشر شد. سپس فیلم بر روی DVD منتشر شد.